# اللوية (وشحة)

تعديل مصدري - تعديل

اللوية هي إحدى قرى عزلة ضاعن بمديرية وشحة التابعة لمحافظة حجة، بلغ تعداد سكانها 523 نسمة حسب تعداد اليمن لعام 2004.